# 南極定居點列表
南极洲没有城市，但有一些人类定居點：
- 南极野外露营地（英语：Antarctic field camps）
- 南极科学考察站

|  | 这是一个同类索引条目，列出擁有相同或近似名稱的同類型項目。 若您循內部連結來到此頁面，請考慮修正該，將其指向正確的條目。 |